# Planet Patrol
Planet Patrol es un grupo estadounidense de electro de los años 1980. Sus miembros eran Arthur Baker, John Robie y un quinteto de vocalistas liderado por Herbert J. Jackson: el cantante principal Joseph Lites, Rodney Butler, Michael Anthony Jones y Melvin Franklin. El grupo solo produjo un álbum, de título homónimo Planet Patrol, en 1983, que alcanzó el puesto #64 en el Billboard R&B Albums.

## Discografía

### Álbumes
- Planet Patrol (1983) - Tommy Boy/Warner Bros. Records (01002)

A1 "Cheap Thrills"

A2 "Danger Zone"

A3 "I Didn't Know I Loved You (Till I Saw You Rock And Roll)"

B4 "Play at Your Own Risk" (Remix)

B5 "It Wouldn't Have Made Any Difference"

B6 "Don't Tell Me"

### Sencillos
- "Play At Your Own Risk" (Tommy Boy Records #825, 1982)
- "Cheap Thrills" (Tommy Boy Records #834, 1983) - UK #64
- "I Didn't Know I Loved You (Till I Saw You Rock And Roll)" (Tommy Boy Records #837, 1983)
- "Danger Zone" (Tommy Boy Records #846, 1984)